# 孝宗 (朝鮮王)
孝宗（ヒョジョン、こうそう、1619年7月3日 - 1659年6月23日）は、李氏朝鮮の第17代国王（在位：1649年 - 1659年）。諱は淏（ホ、호）。即位前は鳳林大君（ポンリムデグン、ほうりんだいくん）だった。号は竹梧（チュゴ、ちくご、죽오）。

## 概要
父・仁祖が清の皇帝ホンタイジに跪いて臣下の礼を取らされた恥辱を雪ぐべく、即位後は清を討伐（北伐計劃）するために軍備拡充に努めた。その軍事力（特に銃砲等の火力）を清に買われ、黒竜江を超えて南下していたロシア勢力の討伐を行う清軍に1654年と1658年の2回軍勢を参加（羅禅征伐）させられている。
清から贈られた諡号は、「忠宣王」である。諡号に「忠誠の忠」の文字を使用しており、朝鮮国王は従順であって欲しいという清の希望を読み取れるが、この諡号は、治世中の公式記録から徹底して取り除かれており、『朝鮮王朝実録』、朝鮮国王の行状、『陵誌文』といったほとんど全ての公式記録から取り除かれ、外交文書以外にはほとんど使用されなかった。『朝鮮王朝実録』は、清から諡号を授かった事実を記録するのみで贈られた諡号を記録していない。その理由は、「夷狄」とみなした清からの諡号を恥辱に感じていたからであり、表向きは清に対して朝貢・冊封の事大をおこない、恭順の姿勢を装うが、清に対する反発が拭い難く根付いていた。

## 家系
- 祖父: 定遠君/元宗 李琈（1580年 - 1620年）
- 祖母: 仁献王后具氏（1578年 - 1626年）
- 父: 仁祖（1595年 - 1649年）
- 母: 仁烈王后韓氏（1594年 - 1635年）
  - 兄: 昭顕世子 李𣳫（1612年 - 1645年）
  - 弟: 麟坪大君 李㴭（朝鮮語版）（1622年 - 1658年）
  - 弟: 龍城大君 李滾（朝鮮語版）（1624年 - 1629年）
- 正室: 仁宣王后張氏（1619年 - 1674年）- 新豊府院君張維の娘
  - 淑慎公主（朝鮮語版）（1634年 - 1645年）
  - 淑安公主（1636年 - 1697年）- 洪得箕正室
  - 淑明公主（朝鮮語版）（1640年 - 1699年）- 沈益顕正室
  - 顕宗 李棩（1641年 - 1674年）- 李氏朝鮮第18代国王
  - 淑徽公主（1642年 - 1696年）- 鄭斉賢正室
  - 淑静公主（朝鮮語版）（1645年 - 1668年）- 鄭載崙正室
  - 淑敬公主（朝鮮語版）（1648年 - 1671年）- 元夢鱗（朝鮮語版）正室
  - 養女: 義順公主（1635年 - 1662年）- 錦林君 李愷胤の娘。睿親王（中国語版）ドルゴン嫡福晋（正室）（中国語版）[3]
  - 他、王子2人があったがいずれも夭折
- 後宮: 安嬪李氏（朝鮮語版）（1622年 - 1693年） - 李應憲の娘
  - 淑寧翁主（朝鮮語版）（1649年 - 1666年）- 朴弼成正室

## 登場作品
映画
- 『キム・ソンダル 大河を売った詐欺師たち』（2016年、演：ヨン・ウジン）

テレビドラマ
- 『大命』（1981年、日本未公開、KBS、演：キム・フンギ）
- 『推奴』（KBS、2010年、演：イ・イン）
- 『馬医』（2012年～2013年、MBC、演：チェ・ドクムン）
- 『花たちの戦い -宮廷残酷史-』(2013年、JTBC、演：キム・ジュヨン)
- 『華政』（2015年、MBC、演：イ・ミンホ）